# George Hunt Williamson
George Hunt Williamson (* 9. Dezember 1926 Chicago; † 25. Januar 1986 Long Beach) alias Brother Philip alias Michel d´Obronovic war ein US-amerikanischer Autor, Ufologe und Vertreter der Prä-Astronautik.

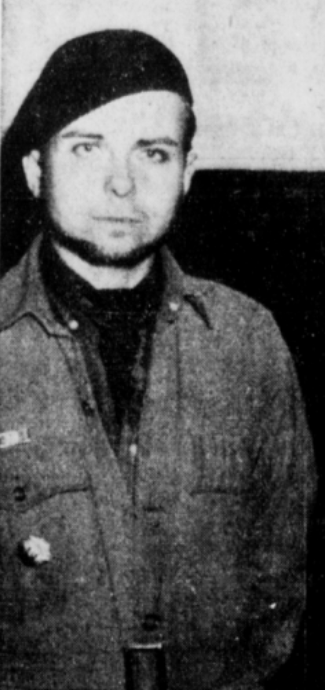
George Hunt Williamson 1958

## Leben
Im Zweiten Weltkrieg war Williamson, wenn auch vermutlich nur kurzfristig, offenbar Angehöriger des United States Army Air Corps.
Nach eigenen Angaben hatte Williamson Anthropologie studiert und führte einen Doktortitel, obwohl es keinen Nachweis für ein derartiges Studium gibt. Am 20. November 1952 war er angeblich Zeuge der Begegnung des Ufologen George Adamski mit einem Außerirdischen von der Venus, was er sich notariell bestätigen ließ.
Anfang der 1950er Jahre hatte Williamson, angeblich durch eigene Forschungen, erkannt, dass nordamerikanische Indianer über Erzählungen über „kleine Menschen“, „fliegende Räder“ und „fliegende Boote“ verfügen. Nach der Lektüre ufologischer Werke von Donald E. Keyhoe, Frank Scully und Gerald Heard war er überzeugt davon, dass außerirdische Besucher die Vorlage für die Erzählungen bildeten.
Zusammen mit seiner Ehefrau und dem befreundeten Ehepaar Alfred und Betty Bailey, das ebenfalls Interesse an alternativen Religionen und außerirdischem Leben besaß, führten er spiritistische Sitzungen durch. Dabei bekamen sie angeblich Kontakt zu Außerirdischen vom Mars und Planet. Mit dem befreundeten Radiofachmann Lyman Streeter jr. nahmen sie Kontakt mit einem Außerirdischen namens Zo auf, der auf dem Mars lebte, aber vom Jupiter stammte. Die Außerirdischen nannten die Erde Saras, fürchteten die irdische Wasserstoffbombe und verwiesen diesbezüglich auf den Spielfilm Der Tag, an dem die Erde stillstand, in dem die Erdbewohner auch von einem Außerirdischen vor dem Gebrauch von Kernwaffen gewarnt werden.
1958 publizierte er UFOs Confidential, indem er behauptete, dass die Außerirdischen die Menschheit auf neue Technologien und die Raumfahrt vorbereiten würden. Allerdings gäbe es auf der Erde eine „Schweigegruppe“ (The Silence Group), deren Ziel in Zusammenarbeit mit der Sowjetunion die Sabotage dieser Bestrebungen sei. Zu dieser Gruppe würden u. a. Bernard Baruch, Felix Frankfurter, Herbert H. Lehman, die Warburg-Familie und der Spion Alger Hiss gehören, die mittels der UNO eine Weltregierung planten. Diese Thesen gehen offenbar auf Williamsons Kontakt mit dem Faschisten und Okkultisten William Dudley Pelley zurück, dem Begründer der Silver Legion of America. Die Sternenbrüder (Space brothers) würden die Menschheit in das Neue Zeitalter (New Age) führen.
Im September 1959 hielt sich Williamson in Westdeutschland auf und besuchte in Wiesbaden den führenden deutschen Ufologen und Inhaber des Ventla-Verlags, Karl L. Veit (1907–2001), der 1956 die Deutsche UFO/IFO-Studiengesellschaft e. V. gegründet hatte. Der Besuch wurde von Veit in seinem Werk „Planetenmenschen besuchen unsere Erde“ (1961) dokumentiert.
In weiteren Publikationen vertrat Williamson explizit die These, dass Außerirdische bereits seit Urzeiten zur Menschheit Kontakt hatten. 1960 änderte er seinen Namen in Michel d´Obrenevic und wurde nie wieder auf dem Gebiet der Ufologie oder Prä-Astronautik tätig. Er verstarb am 25. Januar 1986 in Long Beach; seine Urne wurde auf dem Nationalfriedhof Arlington beigesetzt.

## Werke
- Other tongues – other flesh. A startling sequel to “The saucers speak”, Amherst, WISC (Amherst Press) 1953.
- Mit John McCoy: UFOs confidential, Corpus Christi, TEX (Essene Press) 1958.
- Road in the Sky, London (Neville Spearman) 1959.
- (Als Brother Philip) Secret of the Andes, Clarksburg, WV (Saucerian Books) 1961.